# Polyommatus violetae
Polyommatus violetae is een vlinder uit de familie Lycaenidae. De wetenschappelijke naam is gepubliceerd in 1979 door Gomez-Bustillo, Exposito en Martinez.
De soort komt voor in Europa.